# 레뱅 퀴르자와
레뱅 퀴르자와(Layvin Kurzawa, 1992년 9월 4일, 프레쥐스 ~)는 프랑스의 축구 선수로, 현재 리그앙의 파리 생제르맹에서 공격적인 레프트 백으로 활약하고 있다.

## 클럽 경력
2010년 9월 22일, 퀴르자와는 랑스와의 쿠프 드 라 리그 경기에서 프로 데뷔전을 치렀다. 1-0으로 이긴 이 경기에서, 그는 선발로 출전해 65분에 교체되어 나갔다.
사흘 후, 그는 1-2로 패한 로리앙 원정 경기에서 리그 1 데뷔전을 치렀다. 퀴르자와는 이후 4번의 리그 경기에 모두 선발로써 더 출전하였으나, 소속팀의 리그 2 강등을 막지 못하였다. 그는 다음 시즌 1부 리그 재진입을 노린 시즌에 4경기 더 출전하였다.
퀴르자와는 2013-14 시즌에 1군에서의 입지를 확고히 다졌고, 그는 28경기에 출전해 모나코가 파리 생제르맹에 이어 준우승을 차지하도록 도왔다. 그는 5골도 기록했는데, 프로 무대 첫골은 2-0으로 이긴 갱강과의 2013년 12월 14일자 경기에서 기록했다.

## 국가대표팀 경력
퀴르자와는 폴란드 혈통의 어머니를 두고 있으며, 폴란드 국가대표팀과 접촉한 것으로 알려졌다.
그는 프랑스 청소년 국가대표팀의 일원으로 활동했으며, U-19 국가대표팀 경기에 출전했다. 2014년 10월 14일, 스웨덴과의 2015년 UEFA U-21 축구 선수권 대회 예선 플레이오프 최종전에서, 퀴르자와는 프랑스의 득점 세레머니 도중 스웨덴 선수를 조롱하였는데, 이후 스웨덴에게 1-4로 대패를 당해, 프랑스는 2015년 UEFA U-21 축구 선수권 대회 본선행에 실패하였다.
2014년 11월 14일, 렌에서 그는 1-1로 비긴 알바니아 친선전에서 뤼카 디뉴와 경기 종료 20분을 남겨놓고 출전해 성인 국가대표팀 신고식을 치렀다. 나흘 후, 마르세유에서 그는 1-0으로 이긴 스웨덴과의 친선경기에서 처음으로 선발 출전하였고, 이후 디뉴와 교체되어 나갔다.